# Le Quotidien jurassien
Le Quotidien jurassien ist eine französischsprachige Schweizer Tageszeitung.

## Geschichte
Le Quotidien jurassien entstand 1993 aus der Fusion der beiden regionalen Zeitungen Le Démocrate aus Delsberg, die als radikal-liberal galt, und dem katholisch-konservativen Le Pays aus Pruntrut. Obwohl die beiden Zeitungen einander politisch lange entgegengesetzt waren, wurden sie vom selben Verlag «Editions D+P» in Delsberg ab 1878 bis zur Zusammenlegung herausgegeben. Die heutigen Ausgaben von Le Quotidien jurassien erscheinen am Hauptsitz in Delsberg. Herausgeber sind weiterhin die «Editions D+P», ein Unternehmen der Gruppe «Démocrate Media Holding SA».
Die Zeitung hat eine WEMF-beglaubigte Auflage von 14'913 (Vj. 15'105) verkauften bzw. 16'594 (Vj. 16'632) verbreiteten Exemplaren und eine Reichweite von 45'000 (Vj. 45'000) Lesern (WEMF MACH Basic 2025-I). Der Verlag beschäftigt rund 110 Mitarbeiter in der Redaktion und der Druckerei.
Le Quotidien jurassien zählt heute zu den wichtigsten französischsprachigen Tageszeitungen für den Kanton Jura und den Berner Jura. Die Zeitung erscheint von Montag bis Samstag. Sie wird unter anderem von der Jurassischen Kantonsbibliothek geführt und archiviert.